# Ceratinella apollonii
Ceratinella apollonii är en spindelart som beskrevs av Lodovico di Caporiacco 1938. Ceratinella apollonii ingår i släktet Ceratinella och familjen täckvävarspindlar.
Artens utbredningsområde är Italien. Inga underarter finns listade i Catalogue of Life.